# Нада Тодоровић
Нада Тодоровић (Пећ, 26. јун 1955) српски је сликар и костимограф.

## Биографија
Основну школу и гимназију завршила је у Београду. Дипломирала је на Факултету примењених уметности у Београду 1980. године.
Радила је на бројним филмским и телевизијским пројектима од 1980. године. Руководилац је службе Примењени дизајн Радио Телевизије Србије
Члан је Удружења филмских радника Србије од 1980, а Удружења филмских уметника Србије од 1993. године. 
Од 1994. је у сталном радном односу на РТС-у а од 2005. руководилац службе Примењени дизајн.

### Филмографија
- Прогон, 1982.
- Хало, такси 1983.
- Шећерна водица 1983.
- Лазар, 1984. (награда на Фестивалу у Младеновцу)
- Крај рата, 1984.
- Дебели и мршави, 1985.
- Држање за ваздух, 1985.
- Мајстор и шампита, 1986.
- Добровољци, 1986.
- Секула и његове жене, 1986.
- У име народа, 1987.
- Пореч, 1987, наменски филм
- Београд, 1988, наменски филм
- Најбољи, 1989.
- Будванска ривијера, 1992, наменски филм
- Тито по други пут међу Србима, 1993, документарно-играни филм
- Колинг, 1993, наменски филм
- Зона Замфирова, 2002. (награда на Фестивалу у Херцег–Новом)
- Где цвета лимун жут, 2006, документарно-играни филм
- Кнежевина Србија, 2008, документарно-играни филм
- Краљевина Србија, 2008, документарно-играни филм
- Ђорђе Вајферт, 2011, документарно-играни филм

### ТВ пројекти
- Хит месеца - музички програм.
- Видеотека - музички програм
- Млади 83
- Нова година
- Шоу Сандре Алексић
- Звезде које не тамне
- Позориште у кући -(6 епизода) -серија 1984
- Џогинг - драма 1984
- Зид - драма 1986
- Дуг живот брачног пара Кос - драма 1990
- Јосиф Панчић - документарни играни филм 1988
- Јутарњи програм (скечеви) од 1986-1987
- Информативни програм од 1992-1994
- Положајник - драма 2005
- Рековалесценти - драма 2007
- Божићна печеница - драма 2006
- Последња аудијенција - Никола Пашић (5 епизода) - серија 2008
- Кућни графити - серија ТВ Пинк
- Канал Мимо - серија ТВ Пинк